# Краят на историята (бира)
Краят на историята (на английски: The End Of History) е шотландска бира с алкохолно съдържание 55%.
Бирата се произвежда през юни 2010 г. от пивоварната компания „BrewDog“ във Фрейзербург, Абърдийншър, Шотландия. Името ѝ е свързано с книгата на американския социолог и политолог Франсис Фукуяма „Краят на историята и последният човек“, която твърди, че в световен мащаб разпространението на либералните демокрации и свободния капиталистически пазар на Запад е знак за крайна точка на социокултурната еволюция на човечеството и вероятно окончателна форма на човешко управление. Така и пивоварите се опитват да достигнат върховната точка на пивоварната технология и да създадат бирата с най-високо алкохолно съдържание в света.
От тази бира са произведени само 11 бутилки с вместимост 330 ml, като всяка една е със сертификат за автентичност. Всички бутилки са поставени в препариран хермелин или сива катерица – седем са с хермелин и четири със сива катерица. Животните са намерени убити по пътищата и са препарирани от специалист препаратор. „Краят на историята“ е една от най-скъпите бири, продавани някога. Всяка бутилка има цена от 500 британски лири.